# Mazda CX-30
Mazda CX-30 je SUV crossover japonské automobilky Mazda, který byl představen v roce 2019 na autosalonu v Ženevě. Velikostně CX-30 zapadá mezi již prodávané modely Mazda CX-3 a Mazda CX-5 a je stejně jako čtvrtá generace vozu Mazda3 postavena na platformě Skyactiv-Vehicle Architecture. Vůz by kromě naftové osmnáctistovky a benzínového dvoulitru měl mít v nabídce také motor SkyactivX, který dle automobilky bude kombinovat výhody vznětového a zážehového motoru. K dispozici by kromě verze s náhonem na přední kola měla být též čtyřkolka.